# Maxine (cantante)
Maxine, nombre artístico de Gonny Buurmeester, (Rótterdam, 14 de octubre de 1970) es una cantante holandesa que se dio a conocer por su participación en el Festival de la Canción de Eurovisión 1996. 

## Biografía
Maxine pasó sus primeros años en Rótterdam; más adelante se trasladó a Breda. Su madre y su tía formaron en la década de 1960 el dúo Young Sisters por lo que el mundo de la música no le era ajeno, desde pequeña estudió danza y piano.
Estudió canto en la Jazz Academie en Amberes. Su primer sencillo fue una versión del tema de Roy Orbison: "A love so beautiful". 

## Festival de Eurovisión 1996
El 3 de marzo participó, junto a Franklin Brown, en la preselección que se celebró en Almere para elegir al representante de los Países Bajos en el Festival de Eurovisión. Ganaron la preselección frente a otros cuatro participantes. El Festival se celebró en Oslo el 18 de mayo, allí el dúo logró la séptima posición con el tema De Eerste Keer (La primera vez).

## Carrera posterior
Maxine comenzó en 1996, como hizo Franklin Brown, una carrera en solitario. Maxine firmó un contrato discográfico con CNR. Cambiando en 1999 al sello ABCD. En 2002/03 cambió de nuevo a la discográfica FBeyeproductions. 
En 2000 Maxine participó en el Gran hermano VIP. En 2005 fue madre de una niña.

## Discografía

### Singles
- De eerste keer, 1996, a dúo con Franklin Brown
- Als je weet wat je wilt, 1996
- Nooit meer alleen, 1997
- Waanzin, 1997
- African Dream, 1999
- Free (let it be), 2003
- Fuel to fire, 2003